# مزرعة مونلايت للأرانب
مونلايت باني رانش (بالإنجليزية: Moonlite BunnyRanch) هو بيت دعارة قانوني يقع في مقاطعة إيلدر، ولاية نيفادا، الولايات المتحدة الأمريكية. يُعتبر واحدًا من أشهر بيوت الدعارة القانونية في نيفادا، واشتهر على مستوى الولايات المتحدة بسبب ظهوره في عدة برامج وثائقية.

## تاريخ

لافتة موجودة خارج مونلايت باني رانش

المزرعة التي تُعرف الآن باسم مونلايت باني رانش افتتحت لأول مرة عام 1955 تحت اسم مونلايت رانش. يوجد على الموقع علامة تاريخية تقع داخل البوابة الرئيسية الأصلية للعقار، حيث تقع المزرعة بالقرب من محطة تابعة لخط بوني إكسبرس الأصلي. استمر العمل بالمزرعة بشكل خفي حتى عام 1971، عندما بدأت ولاية نيفادا بتنظيم بيوت الدعارة. قام دينيس هوف، وهو زبون متكرر، بشراء العمل في عام 1992 مقابل 700,000 دولار، واستثمر بعدها 500,000 دولار أخرى في تحديث المرافق والديكور.
جيسي فينتورا، المصارع المحترف السابق وحاكم مينيسوتا، كتب في سيرته الذاتية عام 1999 بعنوان «ليس لدي وقت للنزيف» أنه زار باني رانش في سبعينيات القرن الماضي، وأقام علاقة جنسية هناك، وتلقى 10 دولارات مقابل حزام صنعه من أغلفة ذخائر البنادق الفارغة.
في يوليو 2003، تم توجيه تهمة الاعتداء إلى فينس نيل، مغني فرقة موتلي كرو، بعد أن ادعت إحدى العاملات الجنسية في المزرعة أنه أمسك بها من عنقها ورماها على الحائط.
في فبراير 2009، افتُتِح مدخل رئيسي جديد لمزرعة مونلايت باني رانش يوفر وصولًا مباشرًا إلى الطريق السريع الأمريكي 50. تم بناء هذا المدخل من قبل إدارة النقل في نيفادا كطريق وصول للأعمال التجارية، وأطلق عليه رسميًا اسم "جادة باني رانش" من قبل مقاطعة ليون.
لاحقًا، قام دينيس هوف بشراء بيت دعارة آخر قريب، كان يُعرف آنذاك باسم "مزرعة خيال مدام كيتي"، الواقعة على بعد حوالي ميل واحد (1.6 كيلومتر). وللاستفادة بشكل أفضل من علامة باني رانش التجارية، أعاد تسميته إلى "باني رانش 2" في عام 2004. وفي يونيو 2008، أعاد هوف تسميته مرة أخرى إلى "ذا لاف رانش" (مزرعة الحب).
في أوائل عام 2009، وبسبب الركود الاقتصادي ، اقترح عضو مجلس الشيوخ <b>بوب كوفين</b> (د) إضفاء الشرعية على الدعارة في جميع أنحاء الولاية لأغراض ضريبية. ظهر هوف بشكل بارز في عدد من التقارير الإعلامية قائلاً إنه سيتوسع في لاس فيجاس إذا أتيحت له الفرصة. ومع ذلك، رفض المشرعون في ولاية نيفادا النظر في اقتراح تشريع الدعارة على مستوى الولاية خلال تلك الدورة التشريعية.
في مايو 2017، قام رجل بقيادة شاحنة نصف مقطورة مسروقة واصطدم بها في الباب الأمامي لبيت الدعارة، مما تسبب في أضرار واسعة النطاق لكن دون وقوع إصابات.
توفي دينيس هوف في 16 أكتوبر 2018. واعتبارًا من فبراير 2020، تدير مدام الشركة والمسؤولة المالية سوزيت كول بيت الدعارة بصفتها الوصي على تركة هوف.
أغلقت ولاية نيفادا جميع بيوت الدعارة في مارس 2020 خلال جائحة كوفيد-19. وفي أكتوبر، رفعت العاملات الجنسيات في باني رانش دعوى قضائية ضد الحاكم ستيف سيسولاك، مطالبات بإعادة فتح بيت الدعارة أو السماح بالعمل عن بُعد.

## في وسائل الإعلام
تم عرض مونلايت باني رانش في حلقات خاصة من برنامج America Undercover على قناة HBO، مثل Cathouse (2002) و Cathouse 2: Back in the Saddle (2003). أدى ذلك إلى إنتاج السلسلة Cathouse: The Series، التي عُرضت في موسمين عامي 2005 و2007.
ظهرت "إير فورس إيمي" في أفلام HBO الوثائقية Cathouse و Cathouse 2 و Cathouse: The Series التي تناولت المزرعة، ووصفت بأنها "الأعلى دخلًا على الإطلاق" و"سيدة اللعبة". تضمن حلقة She's Got Game (2005) بروفايلًا شخصيًا عنها.
كما ظهرت أيضًا في برنامج BBC التلفزيوني The Brothel عام 2004 حول الموضوع نفسه، وفي الفيلم الوثائقي Pornstar Pets عام 2005.
ظهرت المزرعة أيضًا كـ"منزل مسكون" مزعوم في إحدى حلقات برنامج Proof Positive، وغالبًا ما يُشار إليها في برنامج Howard Stern Show، عادة للإعلان عن انضمام نجمة إباحية جديدة للعمل هناك.
في عام 2008، ظهرت بروك تايلور، وهي عاملة جنسية في مونلايت باني رانش، في السلسلة الإلكترونية "Who's Sleeping with Your Husband"، حيث تحدثت بصراحة عن الأسباب التي تعتقد أن الرجال يزورون بسببها بيوت الدعارة، وكشفت عن أكثر الخدمات طلبًا.

## مزاد العذرية
في سبتمبر 2008، أعلنت امرأة تبلغ من العمر 22 عامًا تطلق على نفسها اسم ناتالي ديلان في برنامج The Howard Stern Show أنها ستعرض عذريتها للبيع في مزاد على موقع باني رانش، وأن الفعل سيتم في المزرعة.
على الرغم من أن أخت ديلان كانت قد عملت في باني رانش قبل ذلك بعامين، أكدت ديلان أن قرارها شخصي تمامًا، قائلة: «أختي بالتأكيد لم تضغط عليّ لفعل هذا».
كانت ديلان خريجة دراسات نسوية حديثة من جامعة ولاية ساكرامنتو، وخططت لاستخدام المال لتمويل دراساتها العليا، وقالت: «أشعر بالقوة لأنني أمارس حق الاختيار في ما يخص جسدي».
احتفظت ديلان بحق رفض الفائز في المزاد واختيار مزايد آخر، مدعية أن عدة عروض تجاوزت مليون دولار. وكان من المقرر أن يحصل دينيس هوف على نصف المبلغ النهائي.
وذكرت تقارير إخبارية في مايو 2010 أن الأمر قد يكون خدعة، رغم أن هوف أصر على أنه كان حقيقيًا. لاحقًا أشار هوف إلى أن الصفقة لم تُنفذ أبدًا، موضحًا: «لم تنجح، لكنها مع ذلك جنت 250,000 دولار من الموضوع».